# Нингидрин
Нингидри́н или трикетогидринденгидрат — органическое соединение, относящиеся к классам кетонов, спиртов и конденсированных карбоциклов.

## Физические свойства
Призматические кристаллы белого или желтого цвета, при нагревании растворяется в воде.
В водном растворе существует равновесие между гидратированной и дегидратированной формами нингидрина:

## Применение

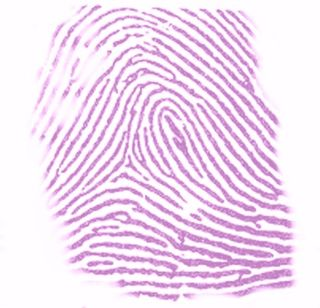
Отпечаток пальца, проявленный раствором нингидрина.

Нингидрин используется как качественный и количественный реактив при определении первичных аминов и аминокислот. Вступая в реакцию с белками, которые содержатся в составе человеческого пота, он окрашивает их следы в фиолетовые цвета. Это позволяет его применять в дактилоскопических исследованиях.
2 % раствор нингидрина в этиловом спирте или ацетоне используется в криминалистике для выявления отпечатков папиллярного узора на пористых поверхностях, например на бумаге.
Также данный раствор применяется в органической химии как проявитель после проведения тонкослойной хроматографии, таким образом позволяя обнаруживать амины и аминокислоты.

## Механизм взаимодействия
Поскольку нингидрин является кетоном, то для него характерны реакции с, в первую очередь, первичными и вторичными аминами с образованием иминов, чья функциональная группа R2C=NR является хромофорной и таким образом обеспечивает полученному соединению окраску, появление которой является аналитическим сигналом в качественном обнаружении аминов. Чаще всего цвет получаемых продуктов взаимодействия — фиолетовый, а для прохождения реакции требуется нагревание.